# Bona Maria Scotoni
Bona Maria Scotoni (Trento, 1921 – 1990) è stata un'alpinista italiana, figlia del giornalista e podestà di Trento Mario Scotoni.
L’8 agosto 1942, con la cugina Lidia, compì la prima scalata femminile italiana in cordata sul Campanile Basso, cima nel Gruppo delle Dolomiti di Brenta. Arrampicò anche nella palestra della Vela, allenandosi con gli alpinisti Giorgio Graffer e Gino Pisoni, il quale le dedicò una cima del gruppo di Fanis, vicino al Lago di Lagazuoi. Al termine della seconda guerra mondiale Bona Maria Scotoni fece le ultime scalate in roccia ritirandosi dopo il matrimonio.